# Go-Go de Capital City
Le Go-Go de Capital City (Capital City Go-Go en anglais) est une équipe franchisée de la NBA Gatorade League, ligue américaine mineure de basket-ball créée et dirigée par la NBA. L'équipe est domiciliée à Washington, dans le district de Columbia. Celle-ci est affiliée aux Wizards de Washington.

## Historique
En décembre 2017, les Wizards de Washington dévoilent le nom de leur équipe affiliée, le Go-Go de Capital City, ainsi que le logo. Le nom de l'équipe fait allusion au genre musical le go-go qui a commencé au milieu des années 1960 jusqu'à la fin des années 1970, à Washington.

### 2018-2019
Le 7 août 2018, les Wizards de Washington nomment Pops Mensah-Bonsu en tant que directeur général et Jarell Christian en tant qu'entraîneur principal. Ce dernier connaît bien le niveau, car il a été assistant au Blue d’Oklahoma City les quatre saisons précédentes.
Après des débuts compliqués, trois défaites en quatre rencontres, les choses s’équilibrent un peu. Mieux, début janvier 2019, ils parviennent même à remporter six matchs de suite. De fait, Jordan McRae est élu joueur de la semaine entre le 7 et le 13 janvier. Il poursuit ensuite sur ce rythme, ce qui lui permet d’être choisi dans l’équipe type de la mi-saison  pour la conférence Est, et même dans celle de fin d’exercice sur l’ensemble de la ligue. Il a pour cela tourné à 30,4 points par match, avec une pointe à 54, et a battu la plus grande série du nombre de rencontres consécutives à plus de 30 unités, avec 10 de suite. Son coéquipier Chris Chiozza a dans le même temps été choisi dans l’équipe type des rookies,. Le Go-Go finit avec un bilan équilibré, mais pas de qualification en playoffs.

### 2019-2020
Avant l’exercice 2019-2020, Jarell Christian devient assistant aux Wizards de Washington. Il est remplacé sur le banc par Ryan Richman, qui était son assistant l’année précédente. Sur le terrain, tout se déroule comme l’année d’avant. Autant de victoires que de revers, en alternance bien souvent, avec une dominante négative au début. Puis un rééquilibrage à la faveur d’une série de six succès, cette fois début février. Un copier-coller qui se termine prématurément, lorsque toutes les rencontres sont stoppées alors que sévit l’épidémie de Covid-19.

### Logos

Logo du Go-Go de Capital City (2018-présent)

## Résultats sportifs

### Palmarès
| Palmarès du Go-Go de Capital City                |
| - NBA Gatorade League - 2 participations - Néant |

### Saison par saison
| Go-Go de Capital City     |                           |                           |    |    |      |  |  |
| 2018-2019                 | Southeast                 | 2e                        | 25 | 25 | .500 |  |  |
| 2019-2020                 | Southeast                 | 2e                        | 22 | 21 | .512 |  |  |
| Bilan en saison régulière | Bilan en saison régulière | Bilan en saison régulière | 47 | 26 | .505 |  |  |
| Bilan en Playoffs         | Bilan en Playoffs         | Bilan en Playoffs         | -  | -  | -    |  |  |

## Personnalités et joueurs du club

### Entraîneurs successifs
Le tableau suivant présente la liste des entraîneurs du club depuis 2018.
| # | Entraîneur            | Période   | Saison régulière | Saison régulière | Saison régulière | Saison régulière | Playoffs | Playoffs | Playoffs | Playoffs | Récompenses |
| # | Entraîneur            | Période   | M                | V                | D                | %                | M        | V        | D        | %        | Récompenses |
| - | --------------------- | --------- | ---------------- | ---------------- | ---------------- | ---------------- | -------- | -------- | -------- | -------- | ----------- |
| 1 | Jarell Christian (en) | 2018-2019 | 50               | 25               | 25               | .500             | -        | -        | -        | -        |             |
| 2 | Ryan Richman (en)     | 2019-     | 43               | 22               | 21               | .512             | -        | -        | -        | -        |             |